# Washington (condado de La Crosse, Wisconsin)
Washington es un municipio del condado de La Crosse, estado de Wisconsin, Estados Unidos. Tiene una población estimada, a mediados de 2022, de 520 habitantes.
Las comunidades no incorporadas de Middle Ridge y Newberg Corners forman parte del municipio.

## Geografía
Está ubicado en las coordenadas 43°46′8″N 90°58′15″O / 43.76889, -90.97083. Según la Oficina del Censo de los Estados Unidos, tiene una superficie de 93.7 km², correspondientes en su totalidad a tierra firme.

## Demografía
Según el censo de 2020, en ese momento había 519 personas residiendo en la zona. La densidad de población era de 5.5 hab./km². El 95.38% de los habitantes eran blancos, el 0.19% era afroamericano, el 0.19% era amerindio, el 0.77% eran asiáticos, el 0.39% eran de otras razas y el 3.08% eran de una mezcla de razas. Del total de la población, el 0.19% era hispano o latino.